# Antônio Augusto de Azevedo Sodré
Antônio Augusto de Azevedo Sodré (Maricá, 13 de dezembro de 1864 — Petrópolis, 1 de fevereiro de 1929) foi um médico e político brasileiro. Foi prefeito do então Distrito Federal, de 6 de maio de 1916 a 15 de janeiro de 1917.

## Biografia
Formou-se em Medicina na Faculdade Nacional de Medicina da Universidade do Brasil (atual UFRJ) no ano de 1885 e aos 21 anos deu entrada ao seu doutorado. Em 1886, começou a trabalhar na Beneficência Portuguesa e 1887 no Hospital da Misericórdia.
Dirigiu o periódico médico "Brazil médico" um dos mais importantes de sua época, que atuou por 25 anos publicando artigos sobre medicina e saúde no país como saúde pública e conhecimentos cirúrgicos. 
Foi eleito para a Academia Nacional de Medicina, sendo empossado em 21 de julho de 1898, entidade que também presidiu entre 1905 a 1907. É o patrono da cadeira 31.